# Wagneriana yacuma
Wagneriana yacuma är en spindelart som beskrevs av Levi 1991. Wagneriana yacuma ingår i släktet Wagneriana och familjen hjulspindlar. Inga underarter finns listade i Catalogue of Life.